# 陳瑞玉
陳瑞玉，字献亭，号蕴山，浙江省湖州府德清縣人，清朝政治人物、进士出身。
光绪二十年（1894年），任甲午会试进士，任台州府训导。